# Movimiento Nacionalsocialista en los Países Bajos
El Movimiento Nacional Socialista en los Países Bajos (en neerlandés: Nationaal-Socialistische Beweging in Nederland, NSB) fue un partido político fascista, que se fue desarrollando durante la década de 1930 y se convirtió en el único partido legal durante la ocupación alemana en la Segunda Guerra Mundial, momento en el que funcionaba como una verdadera filial del Partido Nazi alemán.

## Historia del partido

### Orígenes
El NSB fue fundado en Utrecht en 1931, en un contexto en que se estaba produciendo el florecimiento y nacimiento de partidos y movimientos de carácter nacionalista, fascista y nacional-socialista. Sus fundadores fueron Anton Mussert, que muy pronto se convirtió en su líder, y Cornelis van Geelkerken. Basaba su programa político en el fascismo italiano y el nazismo, aunque hasta 1936 no se declaró abiertamente antisemita, e incluso tenía a algunos judíos entre sus miembros.

### Años 30: expansión y consolidación

Emblema del NSB entre 1931 y 1936.

En 1933, después de pasar un año construyendo las bases de la organización, el NSB organizó su primer encuentro público en Landdag (Utrecht) al que asistieron unos 600 militantes y se presentó al partido. Más tarde, la ayuda económica del movimiento comenzó a crecer a la vez que aumentaron vertiginosamente sus miembros. Las autoridades neerlandesas, alarmadas por este crecimiento, resolvieron prohibir a los funcionarios públicos ser miembros del NSB. En las elecciones legislativas neerlandesas de 1937, el NSB se hizo con el control de unos 50 municipios a nivel nacional y pasó a constituir una masa de 30 000 militantes activos, lo cual alertó al Gobierno neerlandés sobre una auténtica amenaza fascista en el país. Al mismo tiempo, la cercanía del NSB y el NSDAP se hacía más notoria ante la opinión pública.

### Durante la Segunda Guerra Mundial
Cuando Alemania invadió los Países Bajos el 10 de mayo de 1940, 800 integrantes del NSB fueron detenidos y encarcelados ante la sospecha de que actuasen como quinta columna, pero seis días después fueron liberados por orden de las autoridades nazis que ya dominaban el país. El NSB fue usado entonces por los alemanes como un instrumento útil para instaurar un régimen colaboracionista con el cual administrar los Países Bajos indirectamente, del mismo modo que hacían con Vidkun Quisling en Noruega. Para ello alentaron al NSB a asumir un papel casi gubernamental y estimularon a su líder Anton Mussert a asumir el cargo de primer ministro, designado directamente por Arthur Seyss-Inquart, el enviado especial de Hitler como comisario del Reich para los Países Bajos.
Durante toda la ocupación el NSB actuó como fiel herramienta de control de las autoridades alemanas. Fundó su propio grupo paramilitar para cooperar activamente con la Gestapo en la persecución de judíos y en la supresión de la resistencia neerlandesa antinazi. También logró formar una división de la Waffen SS (la división Nederland) con sus integrantes, que envió en 1941 a luchar al lado de la Wehrmacht en la Operación Barbarroja. Los líderes del NSB crearon además, para operaciones en territorio neerlandés, la 34.ª División de Granaderos SS Landstorm Nederland.
La abierta colaboración del NSB con los nazis y su apoyo a éstos en la explotación económica de los Países Bajos en favor del III Reich generó una aversión masiva hacia dicho partido y sus líderes. La hambruna neerlandesa de 1944, que causó miles de víctimas civiles debido a la inundación masiva y deliberada de las tierras agrícolas por la Wehrmacht, tampoco modificó en modo alguno la feroz conducta del NSB. Al terminar la guerra en mayo de 1945 con la capitulación alemana, el NSB fue declarado organización delictiva e ilegalizado. Sus altos dirigentes, como Mussert o Rost van Tonningen, fueron ejecutados por alta traición aunque otros como Max de Marchant et d'Ansembourg fueron condenados a penas de cárcel. Desde esa fecha no ha habido intento alguno de resucitar el partido.

## Organización
| Número de miembros del NSB | Número de miembros del NSB |
| -------------------------- | -------------------------- |
| 1 de enero de 1933         | 900                        |
| 1 de enero de 1934         | 21.000                     |
| 1 de enero de 1935         | 33.000                     |
| 1 de enero de 1936         | 52.000                     |
| 1 de enero de 1937         | 48.000                     |
| 1 de enero de 1938         | 39.000                     |
| 1 de enero de 1939         | 37.000                     |
| 1 de enero de 1940         | 32.000                     |
| marzo de 1940              | 33.342                     |
| 31 de octubre de 1941      | 90.788                     |
| 31 de marzo de 1943        | 99.353                     |
| 30 de septiembre de 1943   | 101.314                    |

El partido estaba organizado por y con Mussert a la cabeza, que ejercía la presidencia del partido y también como líder de la organización. Cada año se celebraba una reunión para todos los miembros del partido, donde Mussert daba un mitin político.
Por otro lado, el NSB se vio apoyado por un buen número de organizaciones o instituciones subordinadas a su liderazgo. Durante su existencia tuvo varias publicaciones: el semanario Volk en Vaderland (Pueblo y Patria) y el diario Het Nationale Dagblad (El Diario Nacional). Asimismo, poseía una organización juvenil, la Jeugdstorm (Tormenta Juvenil), más tarde llamada Nationale Jeugdstorm (siguiendo ambas el estilo de las Juventudes Hitlerianas). Entre 1931 y 1935 el partido dispuso de su propia organización paramilitar, los camisas negras de la Weerbaarheidsafdeling (WA), inspirados en los camisas pardas de la Sturmabteilung alemana.
En 1940, después de la invasión alemana, el NSB formó las Nederlandsche SS (las SS neerlandesas) a partir de los propios rangos del partido, como también lo eran sus miembros. No sería la única acción, si bien, cuando se produjo el ataque alemán a la Unión Soviética, Mussert y el NSB hicieron un llamamiento de voluntarios para acudir al Frente del Este. Más avanzada la guerra llegarían a formarse divisiones alemanas compuestas por neerlandeses, como la 34.ª División de Granaderos SS Landstorm Nederland.
Terminada la guerra, el término NSB se convirtió en los Países Bajos en sinónimo de traidor y pasó a ser considerado un insulto.

## Resultados electorales
| Año  | Votos   | %    | Resultado |
| ---- | ------- | ---- | --------- |
| 1937 | 171.137 | 4,22 | 4/100     |